# Notostylops
Notostylops es un género extinto de mamíferos placentarios del orden Notoungulata, de la familia Notostylopidae, que vivió durante el Eoceno medio en Patagonia, Argentina. Es uno de los muchos géneros de mamíferos meridiungulados que poblaron América y de los cuales no queda ningún descendiente.
Notostylops era tan abundante en los estratos fosilíferos del Eoceno Medio, que Carlos Ameghino, hermano de Florentino Ameghino, los bautizó como "capas de Notostylops", hoy identificadas como Casamayorense. Restos de Notostylops aparecen en esta edad mamífero y también en la edad anterior Riochiquense y en la siguiente, Mustersense.

## Etimología
Notostylops viene del latín Notos "Sur" y del griego "stylops", "pilar" o "columna". 

## Características
Notostylops fue uno de los notoungulados más antiguos. Era un animal de mediano tamaño, plantígrado, herbívoro, robusto, terrestre o fosorial, con pezuñas similares a garras . Su fórmula dentaria variaba entre I 3/3 C1/1 P4/4 M 3/3 y I 3/2, C 0/0, P3/3, M 3/3. Los incisivos 2 y 3, los caninos y los primeros premolares, si estaban presentes, eran vestigiales. Poseía una "diastema" o espacio entre los caninos y los molares, como algunos roedores actuales.

## Especies[2]
Florentino Ameghino llegó a reconocer más de 23 especies de Notostylops, sin embargo, actualmente muchas de ellas han pasado a sinonimia.
N. murinus fue la primera especie en ser reconocida por Florentino Ameghino en 1897. Se encuentra en localidades del Casamayorense de la Patagonia Argentina. Particularmente al sur del lago Colhué Huapi. 
N. pendens Simpson, 1948, se encuentra en la localidad de Cañadón Vaca en la provincia del Chubut. Es levemente más pequeño que N. murinus.
N. appressus Simpson, 1948, también aparece en las cercanías de Cañadón Vaca, pero es más chico que N. murinus y N. pendens.
N. pigafettai Simpson, 1948, aparece en la localidad de Cerro del Humo, al norte del lago Colhué Huapi, en la provincia del Chubut. Es la especie más reciente, de la edad mamífero Mustersense y también la de mayor tamaño.

## Galería de imágenes

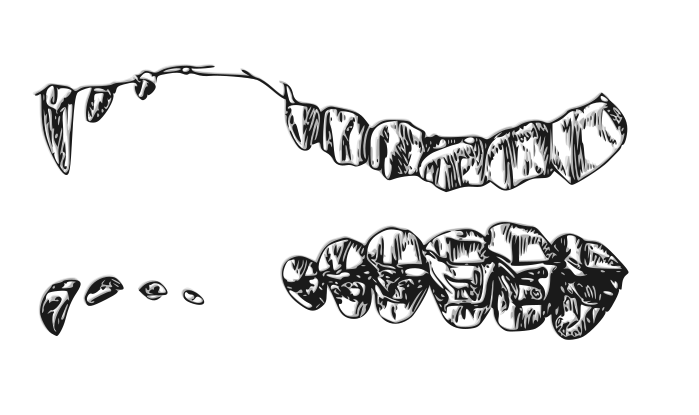
Notostylops murinus. Dentición superior vista de costado y vista oclusal. Modificado de Simpson, 1948.
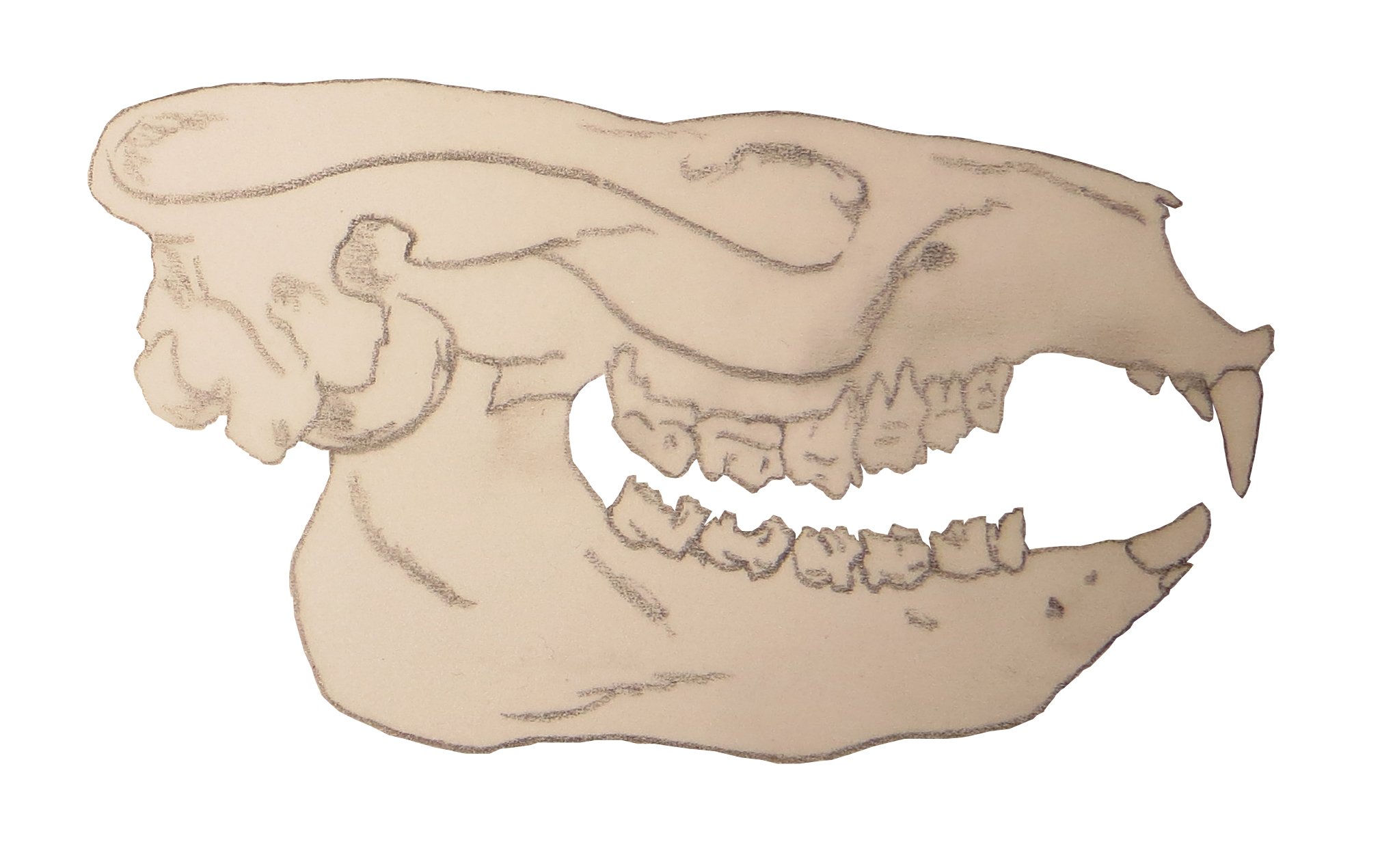
cráneo de Notostylops murinus
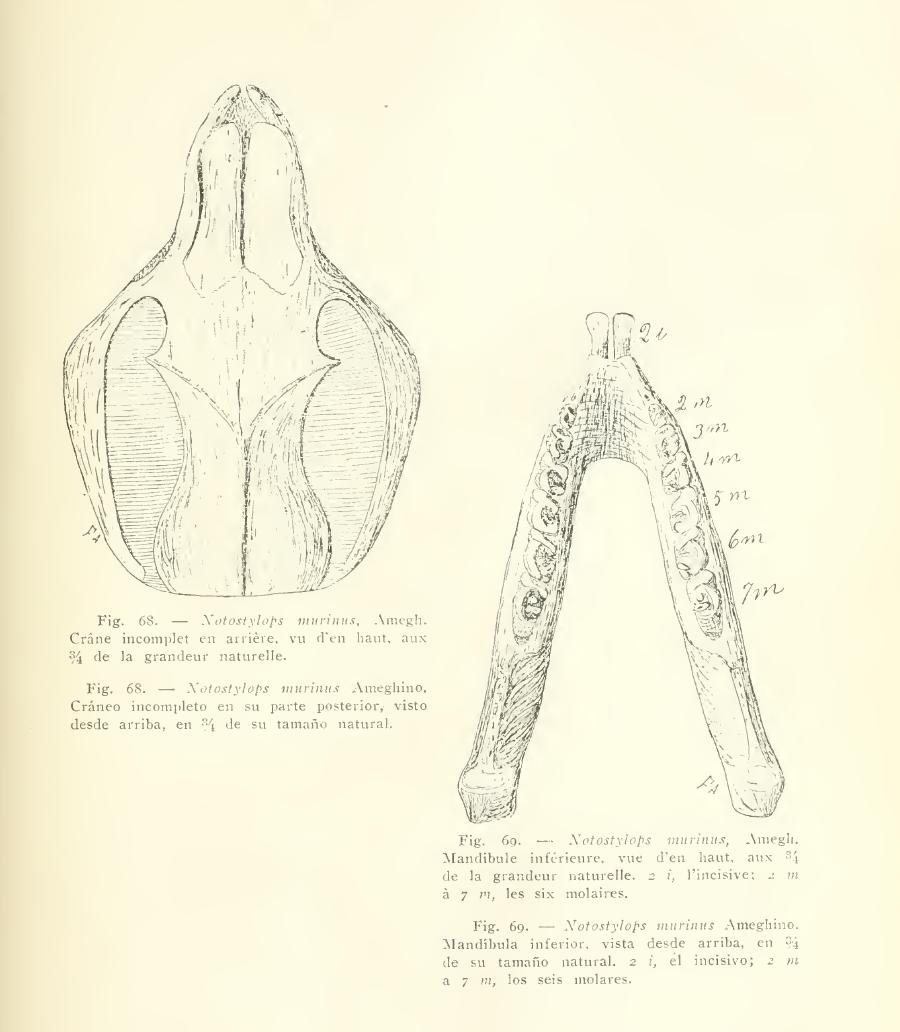
Ilustración de cráneo y mandíbula de Notostylops
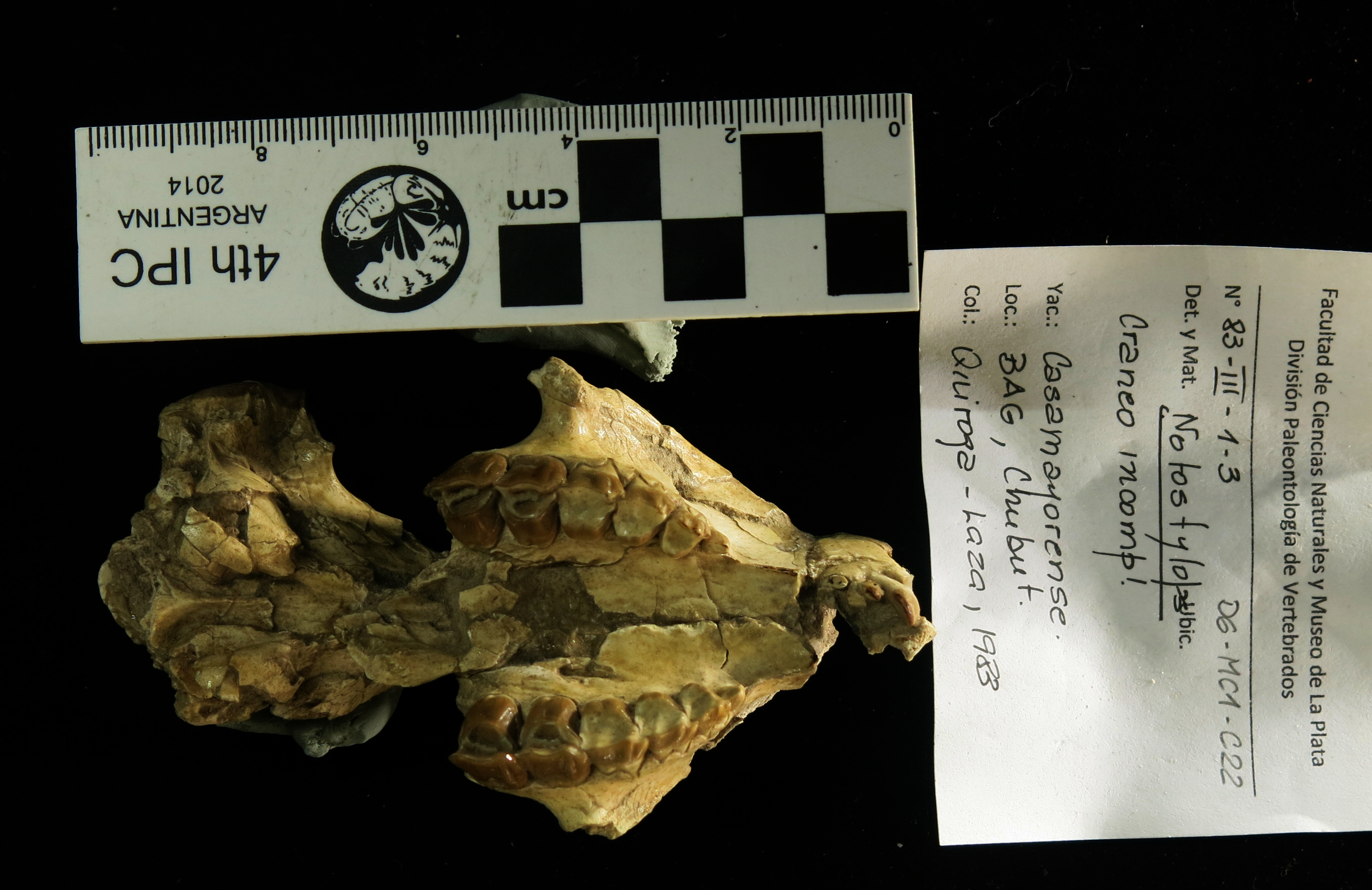
Cráneo fósil parcial.
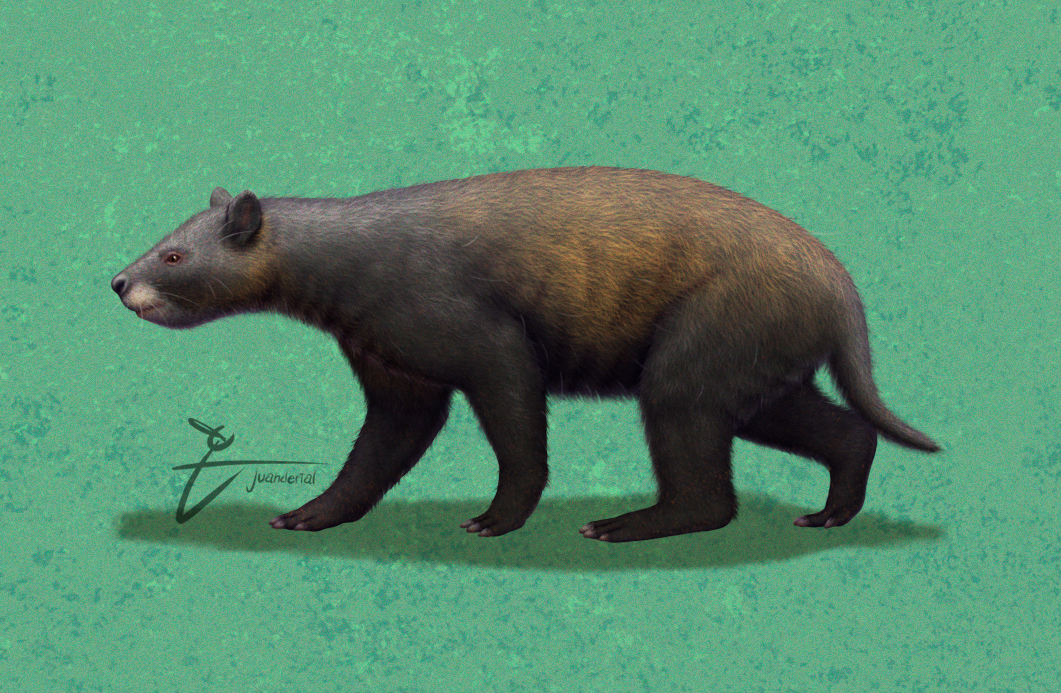
Reconstrucción en vida.